# Horacio Gallardo
Horacio Gallardo Burgos (Tarija, 29 de maio de 1981) é um ciclista profissional olímpico boliviano. Gallardo representou o seu país durante os Jogos Olímpicos de Verão de 2008, em Pequim.